# Ramón Alcoberro
Ramón Alcoberro i Pericay (Pals, Bajo Ampurdán, 30 de mayo de 1957) es un escritor y filósofo español.

## Biografía
Licenciado y doctor en Filosofía por la Universidad de Barcelona, en su juventud fue militante antifranquista y miembro de las Juventudes Revolucionarias Catalanas. Fue detenido y encarcelado en 1975. Es también diplomado en Teología y tiene estudios de psicología y de sociología. Sus libros sobre Platón y John Stuart Mill han sido traducidos al francés, italiano y portugués.

## Trayectoria
Fue profesor en la Universidad de Gerona y consultor a la Universidad Abierta de Cataluña, ha sido directivo del Ateneo de Barcelona en varios períodos y ha mantenido una importante actividad cívica. Fue el autor del primer ensayo de filosofía de la posmodernidad publicado en catalán El desorden cívico (1983). Se formó en el Col·legi de Filosofia, una entidad que pilotada por Xavier Rubert de Ventós y Eugenio Trías modernizó desde Barcelona la filosofía española en la década de 1980. Pertenece a la llamada Generación de la transición, el grupo de filósofos universitarios posmarxistas aparecido a lo largo de la década de 1980 y que han publicado buena parte de su obra en catalán. 
Su pensamiento evolucionó del postmodernismo al utilitarismo liberal. Alcoberro se ha especializado en temas de ética y ha sido un precursor de la tecnoética y del uso de la red en la divulgación filosófica en catalán.

## Traducción
Ha editado y traducido al catalán textos de Diderot, De Alembert, Voltaire, La Rochefoucauld, Mazzarino y otros pensadores de la Ilustración, pero también de Thoreau y de Walter Benjamin.

## Reconocimientos
Ha recibido los premios Extraordinario Fin de Carrera, Arnau de Vilanova, Serra Hunter y Sierra i Moret, entre otros.

## Obras
- El desordre cívic. Barcelona: El Llamp (1983).(Premio Serra i Moret de ensayo)
- Moments crítics. Barcelona: El Llamp (1987)
- Contra Josep Pla. Barcelona: Barcanova (1993)
- Expulsats del paradís. De Kronen a Jasp. Barcelona : Thassàlia (1996)
- Epicur : una filosofia moral. Santa Coloma de Gramenet: Grup de Filosofia. Casal del Mestre (2001)
- Ètiques per a un món complex : un mapa de les tendències morals contemporànies. Lleida: Pagès (2004)
- Ética, economía y empresa : la dimensión moral de la economía. Barcelona: Gedisa (2007)
- L'Utilitarisme. Barcelona : UOC (2007)
- L'Home que mira : un bloc de filosofia i pensament. Valls: Cossetània (2007)
- El Racionalisme cartesià. Barcelona : UOC (2008)
- Platón. Barcelona : RBA (2015) Traducido al francés, al portugués y al italiano.
- Mill. Barcelona : RBA (2017) Traducido al francés, al portugués y al italiano.
- Nietzsche. Voluntat de no veritat. Sabadell: Edicions Enoanda (2021).
- Ex Machina. Ètica, big data, algoritmes i robots''. Sabadell: Edicions Enoanda (2022).